# Medúlla
Medúlla är ett det sjätte studioalbumet av den isländska musikern och sångerskan Björk, utgivet i augusti 2004 på One Little Indian Records.
Albumtiteln är latin och betyder 'kärna'. Utmärkande för detta album är den genomgående a cappella-stilen. Nästan inga instrument användes när skivan gjordes, utan det allra mesta bygger på den mänskliga rösten i form av kör (av The Icelandic Choir) och beatboxing (av Rahzel). Flertalet av låtarna är skrivna av Björk på egen hand medan produktionen sköttes tillsammans med Mark Bell och Valgeir Sigurðsson. Albumet har spelats in både på Island såväl som i Brasilien och Spanien. Medúlla uppnådde första placering i Vallonien, Estland, Frankrike, Island samt på amerikanska Billboard-listan 'Top Electronic Albums'. 
På albumet återfinns singlarna "Oceania", "Who Is It", "Triumph of a Heart" och "Where Is the Line". "Oceania", skriven tillsammans med textförfattarkollegan Sjón, var låten som Björk framförde vid Olympiska sommarspelen 2004 i Aten.

## Mottagande
På webbplatsen Allmusic fick albumet betyget fyra av fem; "Det är svårt att anklaga Björk för att göra musik påverkad av kommersiella eller kritiska förväntningar vid någon punkt i hennes karriär, men hennes arbeten efter Homogenic är ännu mer fokuserade på att följa hennes salighet, oavsett om det innebär att spela och sjunga i Lars von Triers grymma musikal Dancer in the Dark; skapa smygande vaggvisor på Vespertine; eller, som med Medúlla, skulptera ett album av nästan ingenting utom röst och sångsamplingar."

## Låtlista
| Nr  | Titel                                                            | Kompositör                            | Längd |
| --- | ---------------------------------------------------------------- | ------------------------------------- | ----- |
| 1.  | Pleasure Is All Mine                                             | Björk                                 | 3:26  |
| 2.  | Show Me Forgiveness                                              | Björk                                 | 1:23  |
| 3.  | Where Is the Line                                                | Björk                                 | 4:41  |
| 4.  | Vökuró ("Vaka")                                                  | Jórunn Viðar, Jakobína Sigurðardóttir | 3:14  |
| 5.  | Öll Birtan ("All ljusstyrka")                                    | Björk                                 | 1:52  |
| 6.  | Who Is It (Carry My Joy on the Left, Carry My Pain on the Right) | Björk                                 | 3:57  |
| 7.  | Submarine                                                        | Björk                                 | 3:13  |
| 8.  | Desired Constellation                                            | Björk, Olivier Alary                  | 4:55  |
| 9.  | Oceania                                                          | Björk, Sjón                           | 3:24  |
| 10. | Sonnets/Unrealities XI                                           | Björk, E. E. Cummings                 | 1:59  |
| 11. | Ancestors                                                        | Björk, Tagaq                          | 4:08  |
| 12. | Mouth's Cradle                                                   | Björk                                 | 4:00  |
| 13. | Miðvikudags ("Onsdag")                                           | Björk                                 | 1:24  |
| 14. | Triumph of a Heart                                               | Björk                                 | 4:04  |

| 15. | Komið ("Kom") |  | 2:02 |

## Medverkande
- Björk - sång, bas, programmering, arrangemang, ytterligare inspelning, producent
- Mark Bell - programmering, medproducent
- The Icelandic Choir - kör
- Dokaka - beatboxing ("Triumph of a Heart")
- Rob Haggett - assisterande ljudtekniker
- Peter van Hooke - gong ("Pleasure Is All Mine")
- Nico Muhly - piano ("Oceania")
- Mike Patton - sång ("Pleasure Is All Mine")
- Gregory Purnhagen - sång ("Triumph of a Heart")
- Rahzel - beatboxing
- Shlomo - beatboxing ("Oceania")
- Valgeir Sigurðsson - programmering, inspelning, medproducent
- Flavio de Souza - assisterande ljudtekniker
- Mark "Spike" Stent - mixning
- Tagaq - sång
- Sturla Thorisson - assisterande ljudtekniker
- David Treahearn - assisterande ljudtekniker